# Ronnie Lee
Ronnie F. Lee ist ein US-amerikanischer MC, Hardcore-Techno-Musiker und Labelbetreiber. Er veröffentlichte unter Pseudonymen wie MC Rage, MC Fresh und Ronny Money.

## Leben
Lee wurde in Deutschland geboren, diente in der United States Army und war unter anderem in Italien stationiert. Nach dem Ausscheiden aus dem aktiven Dienst kehrte er nach Italien zurück und widmete sich seiner Karriere als Musiker. In den 1990er Jahren war er für Luca Pretolesis Projekt Digital Boy als MC tätig. Pretolesi produzierte dann auch viele von Lees Solowerken, die unter Namen wie MC Fresh oder Ronny Money erschienen. Mit der Single The Mountain of King, die Lee gemeinsam mit Luca Pretolesi geschrieben hatte, konnte er 1994 Platz 1 der italienischen Single-Charts erreichen. 
Bekannt wurde er 1996 in den Niederlanden mit dem Lied Fuck Macarena, das eine Parodie auf den Hit Macarena der Gruppe Los del Río war. Danach veröffentlichte er noch weitere Singles und auch Alben, konnte aber nicht mehr an den Erfolg von Fuck Macarena anknüpfen. 1997 gründete er in Italien das Label So-Real Records. Ein Jahr später zog Lee wieder in die Vereinigten Staaten zurück und gründete dort das Unternehmen European Music Market, Inc. (EUMM), mit dem er zunächst europäische Musik importieren wollte. Später wurde EUMM zu einem Musiklabel umfunktioniert und fungierte auch als Betreiber von Luca Pretolesis Tonstudio.
2002 gründete Lee das Beratungsunternehmen Artistic Business Services, Inc. (ABS).

## Diskographie (Auszug)
Alben
- 2000: MC Rage & D-Boy Bad Boys – Rage (So-Real Records)
- 2003: MC Rage – Chains (Doppel-CD; So-Real Records)

Singles & EPs
- 1992: MC Fresh – Don't You Wanna Be Free (Flying Records)
- 1992: Ronny Money – Ula La (Discoid Corporation)
- 1993: Ronny Money – Money's Back (Discoid Corporation)
- 1994: Ronny Money – Again N' Again (Discoid Corporation)
- 1995: Ronny Money feat. Jeffrey Jey – Don't You Know (The Devil's Smiling) (D-Boy Records)
- 1996: Black Machine feat. Ronny Money – Jump Up (New Music International)
- 1996: MC Rage – Fuck Macarena (D-Boy Black Label)
- 1997: Phoebus feat. Ronny Money – Love Will Make a Difference (Dance Pool)
- 1997: MC Rage – Rave Machine (D-Boy Black Label)
- 1998: DJ Isaac & MC Rage – Santa Claus is Hardcore (So-Real Records)
- 1998: Rob Gee & MC Rage – Two the Hard Way (D-Boy Black Label)
- 1999: MC Rage – No Lie (So-Real Records)
- 2000: Digital Boy and MC Rage – Akkur (D-Boy Black Label)
- 2000: MC Rage – Rage EP (So-Real Records)
- 2001: DJ J.D.A. & Digital Boy feat. MC Rage – Hardcore for Life (ADN Hardcore)
- 2001: DJ Lem-X feat. MC Rage – Core Never Die (HSC Records)
- 2001: MC Rage – Outlaw (D-Boy Black Label)
- 2001: Central feat. MC Rage – The Prophecy 666 (Central Rock Records)
- 2002: MC Rage with Digital Boy & DJ Bike – September Forever (D-Boy Black Label)
- 2002: MC Rage – Still Real (D-Boy Black Label)
- 2003: MC Rage – Chains (D-Boy Black Label)
- 2003: Digital Boy & MC Rage – Hardcore for Life Part 5 (D-Boy Black Label)
- 2004: Digital Boy & MC Rage – Sugar Daddy (Hardcore for Life 6) (D-Boy Black Label)